# Astragalus cupulicalycinus
Astragalus cupulicalycinus es una especie de planta del género Astragalus, de la familia de las leguminosas, orden Fabales.

## Distribución
Astragalus cupulicalycinus se distribuye por China (Xinjiang).

## Taxonomía
Fue descrita científicamente por S. B. Ho & Y. C. Ho. Fue publicada en Bull. Bot. Res., Harbin 3(1): 47 (1983).